# Stadsbyggnadskontor
Stadsbyggnadskontor eller stadsbyggnadsförvaltning är i Sverige den kommunala förvaltning som hanterar frågor om boende och byggande, främst fysisk planering genom att ta fram översiktsplaner, detaljplaner och att bevilja bygglov. Stadsbyggnadskontoret innehåller ibland en kommunal lantmäterimyndighet som arbetar med fastighetsbildning och kan även arbeta med bostadsanpassning. Kontoret eller förvaltningen lyder i regel under byggnadsnämnden, den kommunala nämnd som svarar för frågor som hör till plan- och bygglagen (PBL).

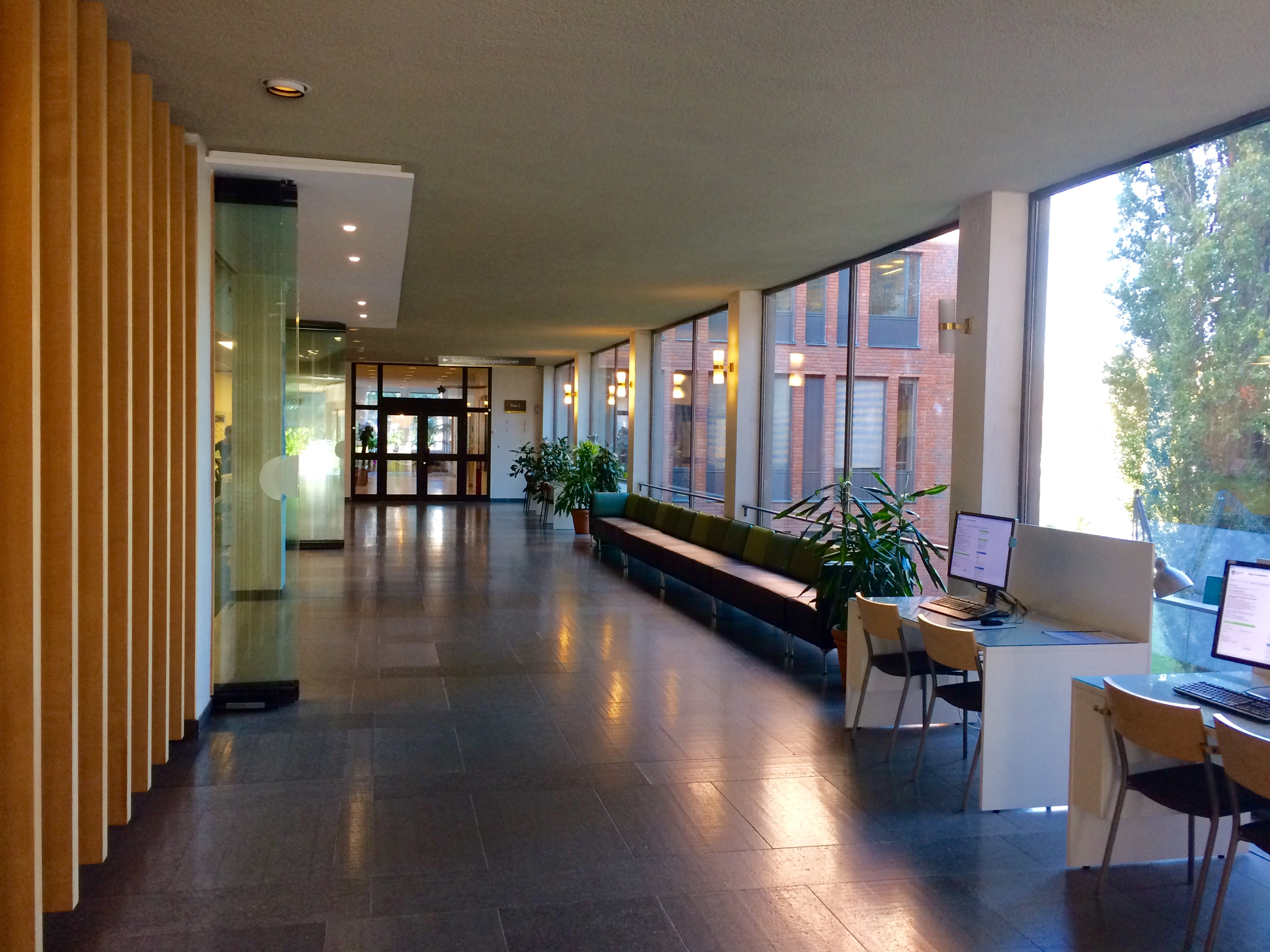
Stadsbyggnadskontoret i Stockholms stad, Stadsbyggnadsexpeditionen.

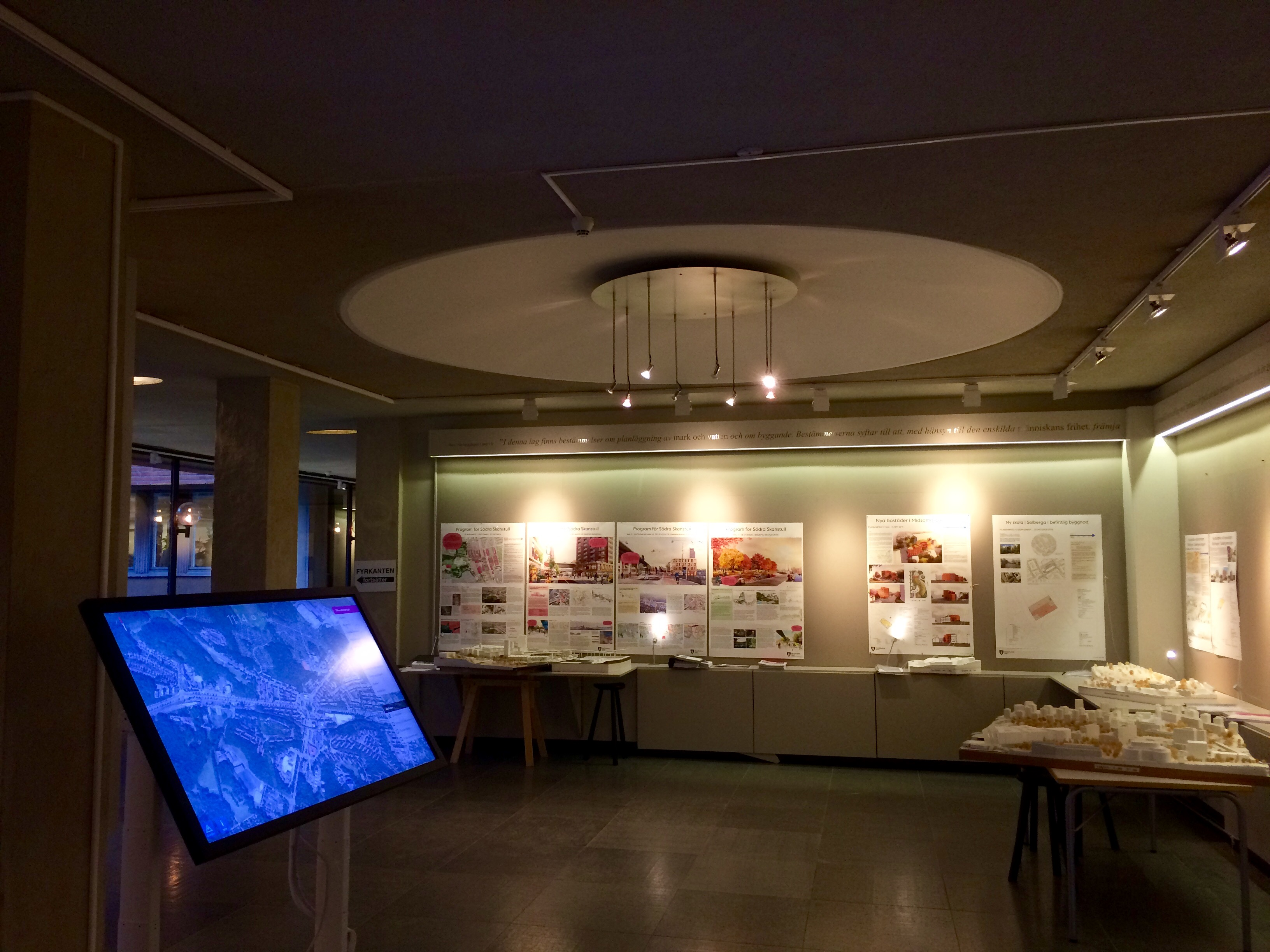
Stadsbyggnadskontoret i Stockholms stad, Fyrkanten, Tekniska nämndhuset.

## Organisation
Det kommunala självstyret ger svenska kommuner stor frihet att organisera sig som de själva anser lämpligt, och detta medför att stadsbyggnadskontorets organisation, uppgifter och även namn varierar starkt mellan olika kommuner.
Kommunallagen reglerar dock i viss utsträckning hur en kommun får organisera stadsbyggnadskontoret. Enligt kommunallagen (2017:725) 6 kap. 7 § får en nämnd inte bedriva myndighetsutövning och samtidigt företräda kommunen som part. Nämnden får inte heller utöva tillsyn över sin egen verksamhet. För stadsbyggnadskontoren innebär det att en och samma nämnd inte får handlägga ärenden enligt PBL och samtidigt ansvara för den kommunala fastighetsförvaltningen.
Trots variationen mellan kommunerna finns det några gemensamma drag. Det finns någon avdelning som arbetar med fysisk planering, det vill säga planeringen av hur marken i kommunen skall användas i stora drag. Denna avdelning kan också stå för kommunens strategiska planering och analyser på lång sikt. 
En avdelning arbetar med bygglov, det vill säga tillstånd för att bygga och bygga till hus och göra liknande arbeten. Samma avdelning följer upp byggandet så att det uppfyller de krav som samhället ställer på byggnader. De flesta besluten om bygglov och tillsyn fattas av tjänstemännen själva med stöd av delegering från byggnadsnämnden, men en mindre del hänskjuts till nämnden. 
I stadsbyggnadskontoret finns en mätavdelning som arbetar med att mäta in och markera lägen för till exempel fastighetsgränser och hus som ska byggas (så kallad utstakning eller utsättning) samt att kontrollera läget när byggnaden är klar. Mätavdelningen arbetar också med att uppdatera kartunderlag, men ibland finns en särskild kartavdelning.  
I vissa kommuner innehåller stadsbyggnadskontoret en kommunal lantmäterimyndighet som genomför till exempel delning och sammanslagning av tomter (lantmäteriförrättningar). 
Oftast har stadsbyggnadskontoret också någon eller några andra uppgifter även utanför plan- och bygglagen, så som miljöfrågor, energirådgivning, bostadsanpassning för handikappade eller ansvar för kommunens geografiska informationssystem (GIS).
Chefen för stadsbyggnadskontoret brukar kallas stadsbyggnadsdirektör eller tidigare även stadsplanedirektör.